# 日夫里 (阿登省)
日夫里（法語：Givry，法語發音：[ʒivʁi]）是法国大東部大區阿登省的一个市镇，属于武济耶区。

## 地理
日夫里（49°29'24"N, 4°32'9"E）面积11.93 平方千米，位于法国大東部大區阿登省，该省份为法国北部内陆省份，西接埃纳省，南至马恩省，东临默兹省，北与比利时接壤。
与日夫里接壤的市镇（或旧市镇、城区）包括：阿朗迪和索瑟伊、阿马涅、昂布利-弗勒里、阿蒂尼、沙尔博涅、蒙洛朗、索尔斯尚珀努瓦斯、沃香槟。

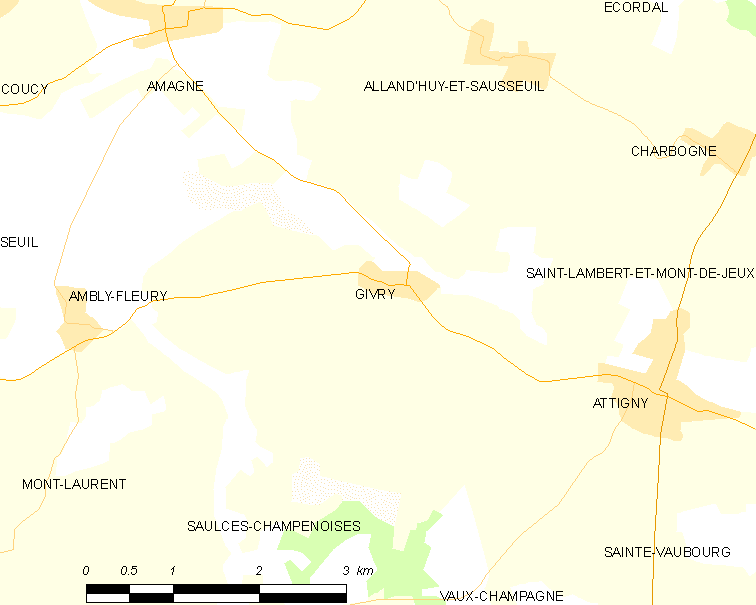
的OSM定位图

日夫里的时区为UTC+01:00、UTC+02:00（夏令时）。

## 行政
日夫里的邮政编码为08130，INSEE市镇编码为08193。

## 政治
日夫里所属的省级选区为阿蒂尼县。

## 人口

1962-2008年间人口变化图示

日夫里于2022年1月1日时的人口数量为266人。